# Мартин, Сэм
Стивен Александр (Сэм) Мартин (англ. Stephen (Sam) Alexander Martin, 13 апреля 1959, Бангор, Даун, Северная Ирландия, Великобритания) — ирландский и британский хоккеист (хоккей на траве), защитник, спортивный функционер. Олимпийский чемпион 1988 года, бронзовый призёр летних Олимпийских игр 1984 года, участник летних Олимпийских игр 1992 года.

## Биография

### Ранние годы и учёба
Стивен Мартин родился 13 апреля 1959 года в британском городе Бангор в Северной Ирландии.
Учился в центральной начальной школе Бангора, начальной школе Блумфилд Роад, средней школе Бангора. В 1985 году окончил Ольстерский университет, став бакалавром наук в области спорта и досуга. В 2011 году получил звание почётного доктора.

### Спортивная карьера
Первоначально играл в футбол и регби, занимался гольфом, после чего старший брат Филипп познакомил его с хоккеем на траве. Играл за школьные и университетскую команду.
Выступал за Бангор, Ольстер (1980—1991), «Ольстер Элкс» (1983—1985), «Белфаст ИМКА», «Голливуд-87» из Белфаста, «Ньюри Олимпик», «Аннадейл», «Лиснагарви» (2008—2009).
В 1978 году в составе юниорской сборной Ирландии завоевал серебряную медаль чемпионата Европы.
В 1980—1991 годах провёл за сборную Ирландии 135 матчей, забил 10 мячей, в 1984—1985 годах был её капитаном. В 1983—1992 годах провёл за сборную Великобритании 94 матча, забил 4 мяча. В составе британской команды выступал на летних Олимпийских играх и в Трофее чемпионов. За ирландцев играл на чемпионате мира 1990 года и трёх чемпионатах Европы.
В 1984 году вошёл в состав сборной Великобритании по хоккею на траве на летних Олимпийских играх в Лос-Анджелесе и завоевал бронзовую медаль. Играл на позиции защитника, провёл 3 матча, мячей не забивал.
В 1988 году вошёл в состав сборной Великобритании по хоккею на траве на летних Олимпийских играх в Сеуле и завоевал золотую медаль. Играл на позиции защитника, участвовал только в финальном матче против сборной ФРГ (3:1). Тренер британцев выпустил его на последней минуте, для того чтобы Мартин получил медаль.
В 1992 году вошёл в состав сборной Великобритании по хоккею на траве на летних Олимпийских играх в Барселоне, занявшей 6-е место. Играл на позиции защитника, провёл 6 матчей, мячей не забивал.
Дважды выигрывал медали Трофея чемпионов — бронзу в 1984 году, серебро в 1985 году.
В 1994 году стал кавалером ордена Британской империи.

### Административная карьера
Параллельно игровой карьере в 1985—1991 годах был специалистом по развитию в Ольстерском хоккейном союзе. В 1992—1998 годах работал менеджером в компании Sport Northern Ireland, в 1998—2005 годах был заместителем генерального директора Британской олимпийской ассоциации. Был руководителем делегации сборной Великобритании на летних Олимпийских играх 2000 и 2004 годов, зимних Олимпийских играх 2002 года.
В 2006-2018 годах был исполнительным директором Олимпийского совета Ирландии. Был руководителем делегации сборной Ирландии на летних Олимпийских играх 2012 и 2016 годов, зимних Олимпийских играх 2014 и 2018 годов.
Сейчас занимается консультированием по вопросам лидерства и управления.

## Семья
Родители Сэма Мартина Джим и Мэми Мартин управляли в Бангоре автомастерской.
Старший брат Филипп Мартин занимался гольфом.
Жена Дороти Армстронг, их сын Патрик и дочь Ханна играли в хоккей на траве. Армстронг выступала за «Нок» и «Гросвенф» в высшей лиге Ольстера, Патрик и Ханна Мартин — в чемпионате Ирландии соответственно за «Лиснагарви» и «Ардс».

## Увековечение
В 2011 году введён в Зал славы Ирландской хоккейной ассоциации.